# Nipawin
Nipawin es un pueblo canadiense situado en la provincia de Saskatchewan.

## Superficie
Nipawin tiene una superficie de 8,93 km².

## Demografía
En 2021, tenía 4570 habitantes, una densidad poblacional de 512 hab./km², y 2091 viviendas.